# سفارت فرانسه در کی‌یف
سفارت فرانسه در کی‌یف (به لاتین: Embassy of France) یک سفارت در اوکراین است که در کی‌یف واقع شده‌است.